# La jueza
La jueza fue un programa de televisión chileno producido por Promofilm y emitido por Chilevisión desde 2007 hasta finales de 2017. Era conducido por la abogada Carmen Gloria Arroyo, quien actuaba como juez árbitro para resolver casos cotidianos. 
La jueza fue estrenado en 2007 junto a dos programas similares de diferentes canales (todos basándose en el programa estadounidense Caso cerrado, aunque La jueza era la única versión licenciada) y fue el más exitoso de todos ellos, siendo el único en su género que continuó por más tiempo al aire. Veredicto, de Mega, fue cancelado en 2011 y Tribunal oral, de Canal 13, en el mismo 2007. 
Desde el inicio del programa el 5 de marzo de 2007 hasta el 15 de junio de 2012, el programa fue transmitido de lunes a viernes de 10:00 a 11:00. Sin embargo, desde el lunes 18 de junio de 2012 tuvo un cambio de horario, siendo reprogramado para las 15:00 a 17:00 horas, horario en el que se mantuvo hasta su final.
En 2017, Chilevisión sentenció el final del programa y la salida de Arroyo del canal. Su último episodio se emitió el 29 de diciembre de 2017. Luego Carmen Gloria y gran parte del equipo emigró a Televisión Nacional de Chile, donde conduce desde junio de 2018 el programa Carmen Gloria a tu servicio, de temática similar.

## Formato
En La jueza, se presentaron varios casos (por ejemplo divorcios, pensión de alimentos, problemas vecinales, infidelidades y violencia doméstica), en donde los litigantes tienen un conflicto en común, y acudían al programa voluntariamente y resolvían sus problemas en una mediación en el estudio del programa donde la abogada Carmen Gloria Arroyo actuaba como árbitro. Los litigantes tenían un tiempo determinado para dar a conocer su demanda y podían presentar testigos y evidencias que validaran su postura. También solía ingresar la psicóloga del programa Pamela Lagos quien ayudaba en los hechos profesionalmente. La conductora, luego de recopilar todas las pruebas y antecedentes, dirimía de la forma más justa y públicamente daba a conocer las diferentes sentencias.